# Clovis Normand
Pour les articles homonymes, voir Normand (homonymie).
Clovis Normand (Hesdin, 28 août 1830 - Hesdin, 22 juin 1909) est un architecte hesdinois (originaire du département du Pas-de-Calais) du XIXe siècle.

## Biographie
Clovis Normand naît à Hesdin (Pas-de-Calais) le 28 août 1830. Il commence sa carrière en tant que menuisier à l'atelier de son père puis se forme au métier d'architecte sur les chantiers de l'architecte diocésain Alexandre Grigny et signe ses premiers travaux en 1856 avec la reconstruction de la nef de l'église de Fresnoy et l'ajout de deux ailes au château de Maresquel-Ecquemicourt.
À la suite de la mort prématurée d'Alexandre Grigny en 1867, Normand reprend les chantiers de son maître et s'impose dans le diocèse dès 1869 en gagnant le concours de l'église Notre-Dame-des-Ardents d'Arras.
Son activité est considérable : en 40 ans, il dirige 670 chantiers essentiellement localisés dans l'arrondissement de Montreuil. Il construit 45 églises et en rénove un nombre plus grand encore, ce qui lui vaut l'appellation d'« architecte des églises »[réf. nécessaire] ; en particulier l'église de Campagne-lès-Hesdin, la chartreuse Notre-Dame-des-Prés de Neuville-sous-Montreuil et la chartreuse de Saint-Hugues en Angleterre, ou encore l'Hôtel-Dieu et sa chapelle à Montreuil. Il présente même un projet pour la construction de la basilique du Sacré-Cœur de Montmartre[réf. nécessaire].
À Hesdin, il a réalisé le beffroi, aujourd'hui classé au patrimoine mondial de l'UNESCO, la chapelle de l'hôpital, le théâtre qui porte son nom depuis le 12 septembre 2009. Après le démantèlement des fortifications, il a construit beaucoup de maisons avenue de la République et avenue de Sainte-Austreberthe, reconnaissable à leur appareillage de briques en saillie.
Il transforma profondément le château de Laprée à Quiestède en 1892. Albéric-Louis de Lencquesaing (9 juin 1851 – 16 mars 1936) lui confia aussi le chantier de restauration de son château-ferme de Lescoire à Heuringhem.[réf. nécessaire]
Il devient membre de la Société des architectes du Nord en 1886.

## Réalisations
Clovis Normand a, au cours sa carrière, réalisé plus de 670 interventions de construction ou de restauration[réf. nécessaire].

### Architecture religieuse

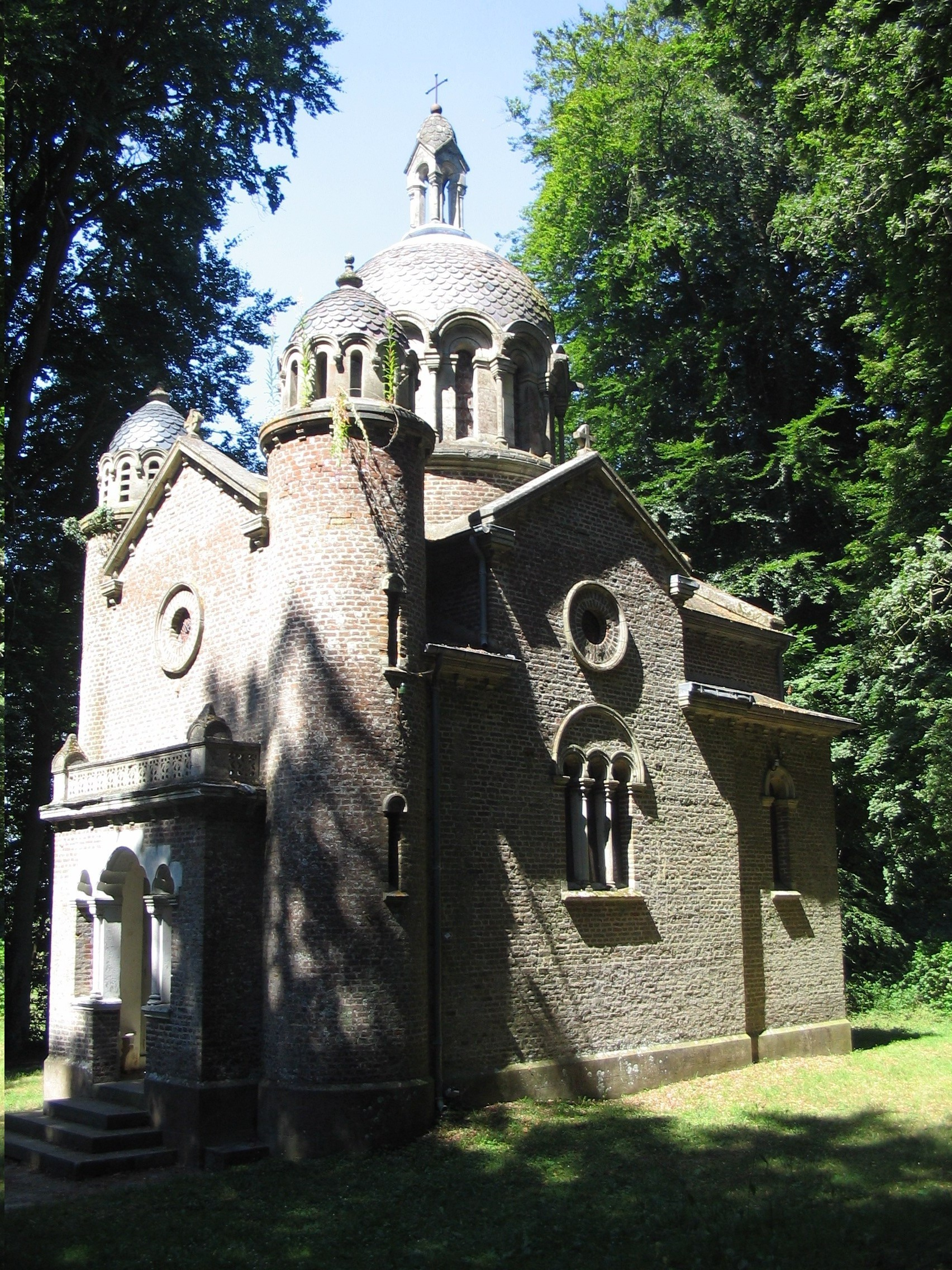
Chapelle Notre-Dame de la Salette.

- Airon-Saint-Vaast – Église (1877)
- Arras – Église Notre-Dame des Ardents (1876)
- Auchel – Église
- Beaumerie-Saint-Martin – Église Saint-Walloy[4]
- Beaurainville – Église
- Berck – Église Notre-Dame-des-Sables
- Beussent – Église Saint-Omer
- Boulogne-sur-Mer – Église Saint-Michel (1892, restauration)
- Busnes - église Saint Paul.
- Calais (Saint-Pierre-lès-Calais) – Église du Sacré-Cœur (1867 – 1892)
- Campagne-lès-Hesdin – Église Saint-Martin (1866 – 1872)
- Dannes – Église Saint-Martin (1886, restauration)
- Fruges – Église Saint-Bertulphe (associé à Alexandre Grigny)
- Hesdin – Église Notre-Dame (restauration)
- Hesdin – Chapelle de l'Hôpital
- Hesdigneul-lès-Boulogne – Église Saint-Éloi
- Lefaux – Église
- Le Fresnoy – Nef de l'église (1856)
- Lespinoy – Église Saint-Maurice
- Montreuil – Chapelle de l'Hôtel-Dieu (1871)
- Nesles – Église Notre-Dame (1880, restauration)
- Neufchâtel-Hardelot – Église Saint-Pierre (1899, reconstruction du clocher)
- Neuville-sous-Montreuil – Chartreuse Notre-Dame-des-Prés
- Cowfold – Chartreuse de Saint-Hugues (St. Hugh's Charterhouse)
- Questrecques – Église Saint-Martin (1900, restauration)
- Samer – Église Saint-Martin (1885, restauration)
- Saint-Pol-sur-Ternoise – Chapelle Sainte-Marie-Madeleine
- Vieil-Hesdin – Église
- Wailly-Beaucamp – Chapelle Notre-Dame de la Salette

### Architecture civile
- Airon-Saint-Vaast – Château
- Berck – Mairie
- Brévillers – Château
- Maresquel-Ecquemicourt – Château (agrandissement)
- Hesdin – Restauration de l'hôtel de ville et beffroi (1875)
- Hesdin – Théâtre Municipal Clovis Normand
- Heuringhem – Château de Lescoire
- Quiestède – Château de Laprée (1892)
- Radinghem – Château
- Rebreuve-sur-Canche – Château
- Saint-Georges – Château
- Wail – Château
- Wambercourt – Château